# Tucherschloss

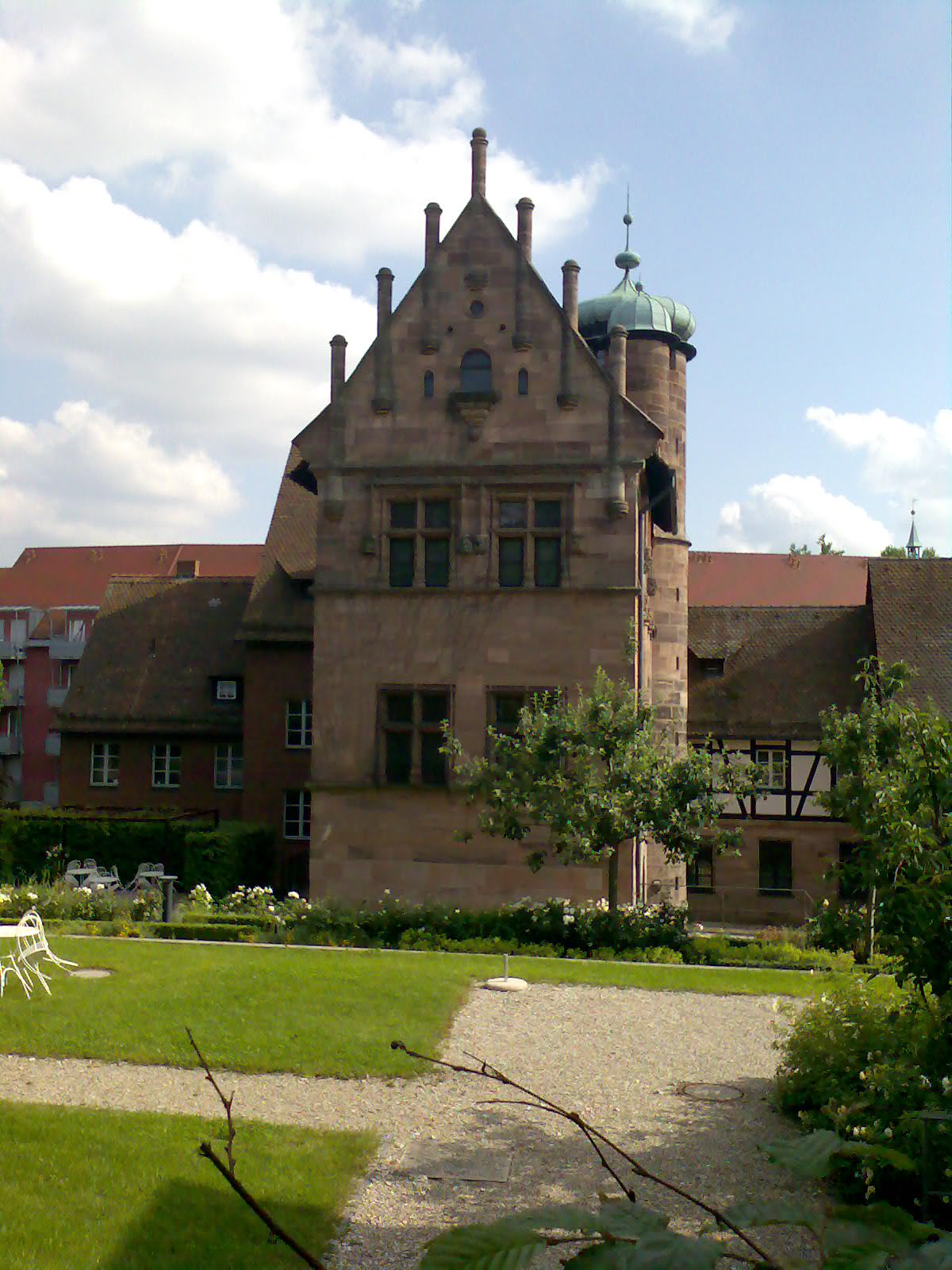
Nordfassade des Tucherschlosses

Das Tucherschloss ist ein Museum in der Hirschelgasse 9/11 im Stadtteil St. Sebald der Nürnberger Altstadt. Das Tucherschloss wurde als Stadtschloss der Nürnberger Patrizierfamilie Tucher errichtet.

## Geschichte

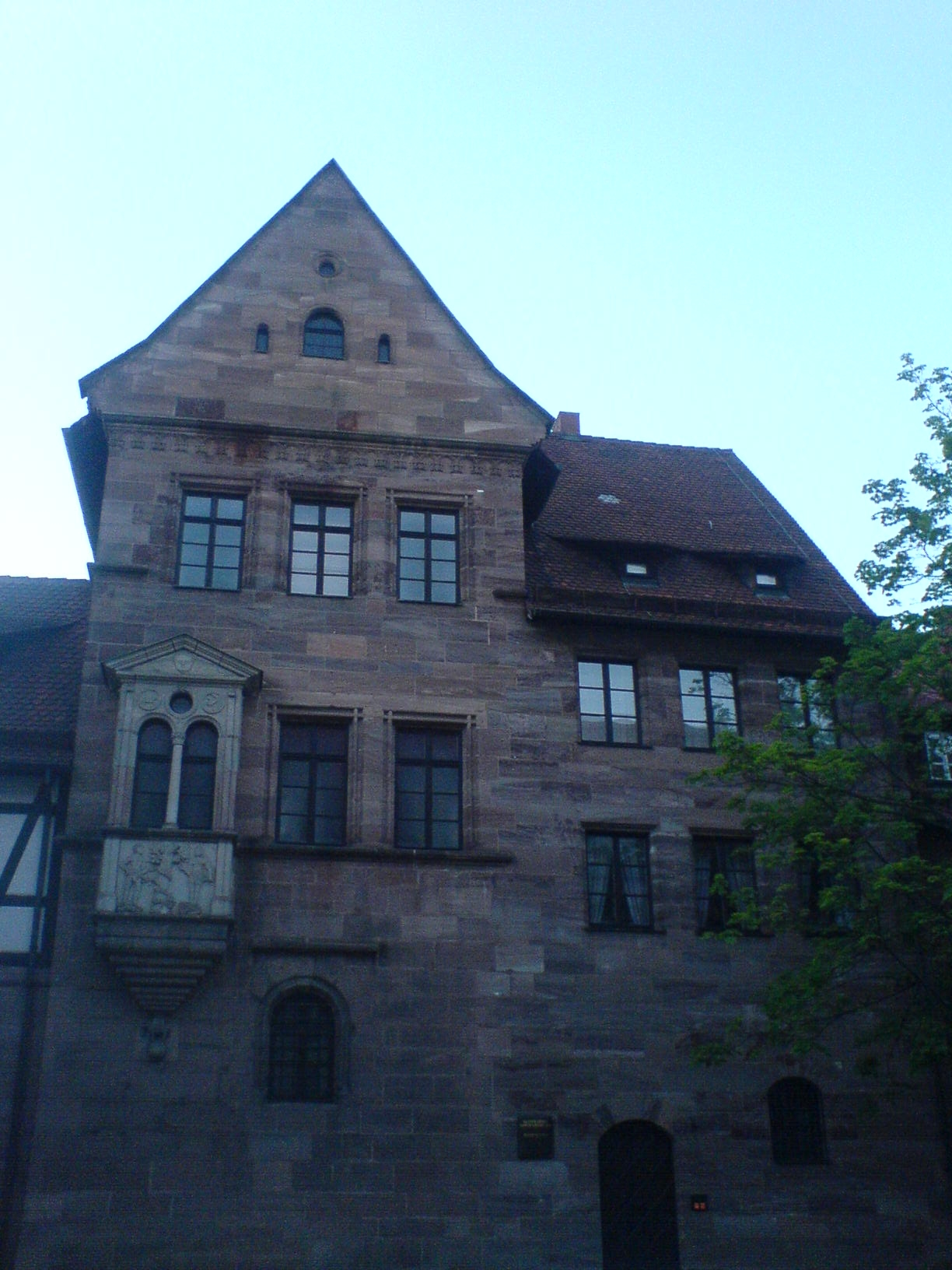
Südfassade mit Chörlein

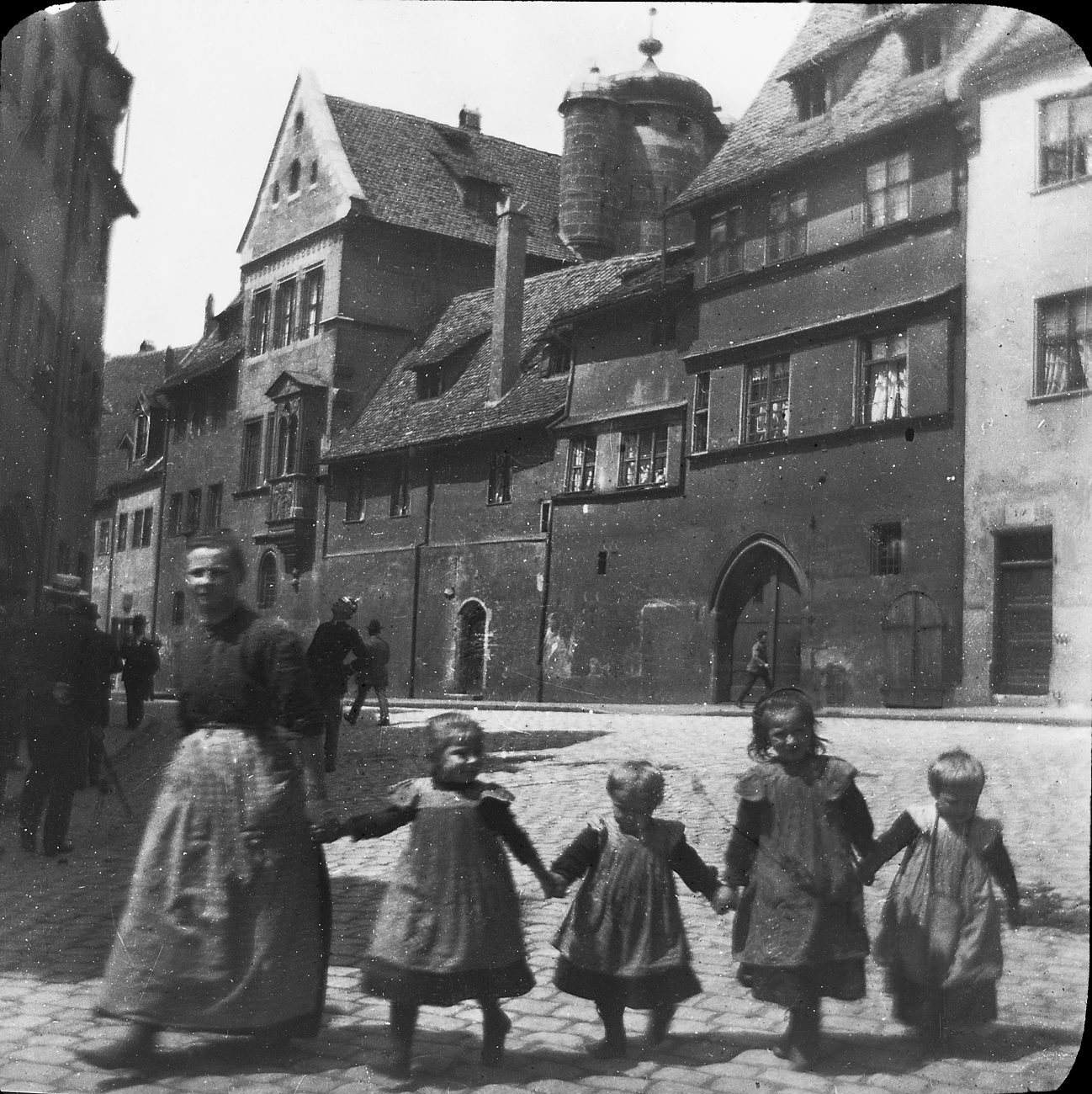
Das Tucherschloss 1901

Das Schloss wurde unter Lorenz (II.) Tucher zwischen 1533 und 1544 erbaut. Wahrscheinlich geht der Bauplan auf Paulus Beheim zurück, der ihn in Anlehnung an französische Renaissanceschlösser entworfen hatte. Das Gebäude ist ein dreigeschossiger Bau aus Sandsteinquadern mit zur Gasse geschlossener Front. Im ersten Geschoss befindet sich zur Gasse hin ein kleiner Chor mit einer Sandsteinbrüstung, an der ein Relief des Sündenfalls angebracht ist. Der Eingang von der Hofseite weist zwei Bögen mit einer toskanischen Säule in der Mitte auf. Im Erdgeschoss befindet sich eine Halle mit einem spätgotischen Netzrippengewölbe.
Im Zweiten Weltkrieg wurde die Anlage 1945 stark zerstört. Vom Hauptbau blieben lediglich die westliche Hoffassade bis zum zweiten Obergeschoss mit großen Teilen des Treppenturms, die Straßenfassade mit dem Sandsteinchörlein sowie die Erdgeschossgewölbe weitgehend erhalten. Dagegen waren die Nebengebäude fast völlig zerstört. Der Wiederaufbau erfolgte 1967–69, dabei wurden die Nebengebäude in etwas veränderter Form wiedererrichtet.

## Museum Tucherschloss mit Hirsvogelsaal
Das Tucherschloss ist heute ein Museum. Das Gebäude wurde nach dem Wiederaufbau durch die Familie an die Stadt Nürnberg übertragen. Die Sammlungen befinden sich bis heute im Besitz der Familienstiftung oder einzelner Familienzweige. Das Museum wird zu gleichen Teilen vom Freistaat Bayern und der Stadt Nürnberg betreut. Gezeigt werden Exponate zur Geschichte der Familie Tucher, darunter zahlreiche Porträts, Möbel und Einrichtungsgegenstände aus Nürnbergs Goldener Zeit um 1500, ferner barocke Interieurs und ein Raum, der dem 19. Jahrhundert gewidmet ist.
Neben wertvollen Möbeln und Tapisserien aus der Renaissancezeit zeigt das Museum das berühmte, eigens in Limoges emaillierte Tuchersche Gießgeschirr und einen silbernen Doppelpokal von Wenzel Jamnitzer sowie ein Porträt von Hans VI. Tucher, gemalt von Albrecht Dürers Lehrmeister Michael Wolgemut.
In den Nebengebäuden ist der Verwaltungssitz der Museen der Stadt Nürnberg untergebracht.

### Hirsvogelsaal
Im Garten des Tucherschlosses wurde der im Zweiten Weltkrieg zerstörte Hirsvogelsaal bis zum Jahr 2000 neu errichtet. Die Innenausstattung wurde von Peter Flötner mit seinen für Nürnberg damals ungewöhnlichen Renaissanceelementen italienischer Herkunft gestaltet. Das großflächige Deckengemälde mit dem "Sturz des Phaeton" wurde von Dürer-Schüler Georg Pencz auf 20 Leinwände gemalt.

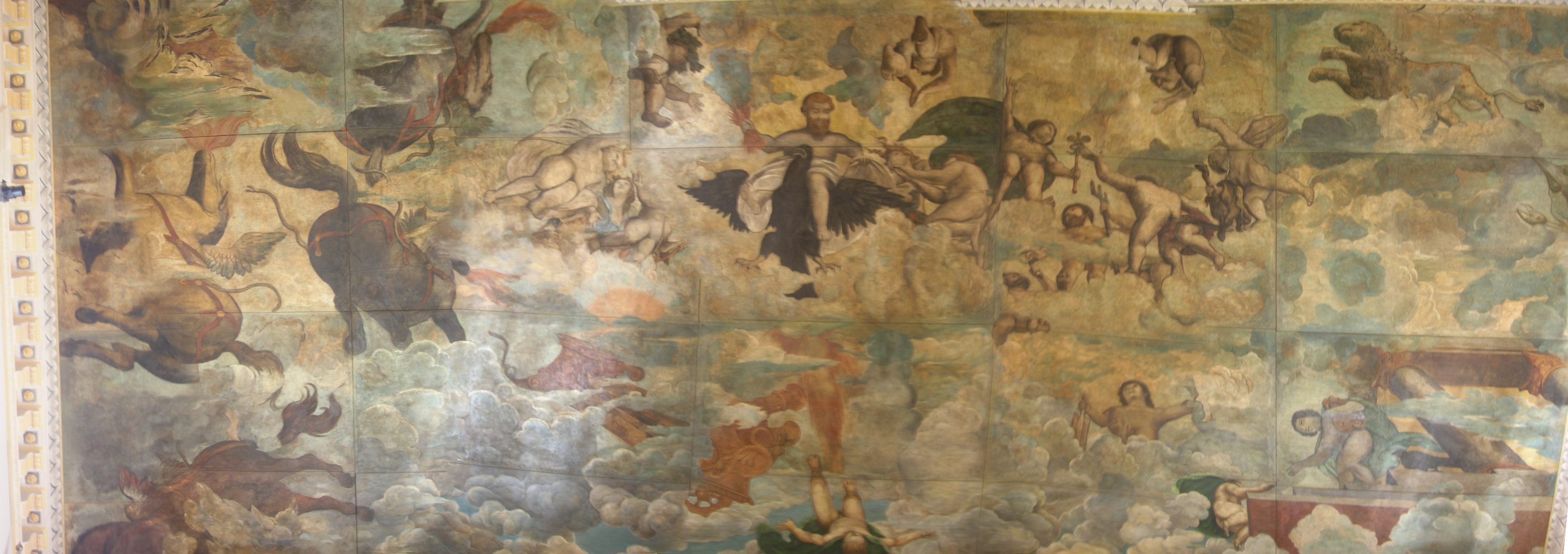
Sturz des Phaeton von Georg Pencz (Deckengemälde im Hirsvogelsaal)

## Literatur

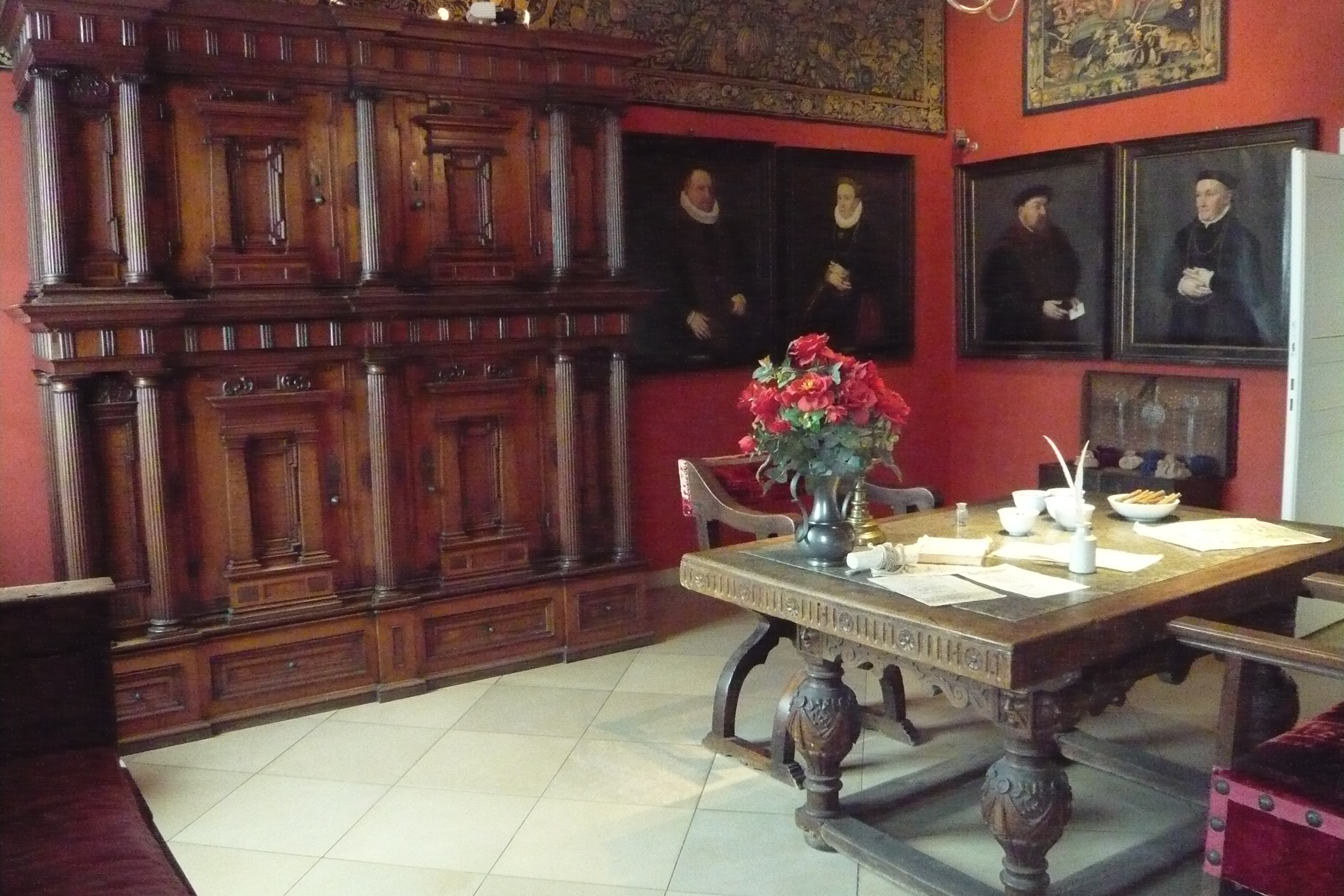
Ausstellung
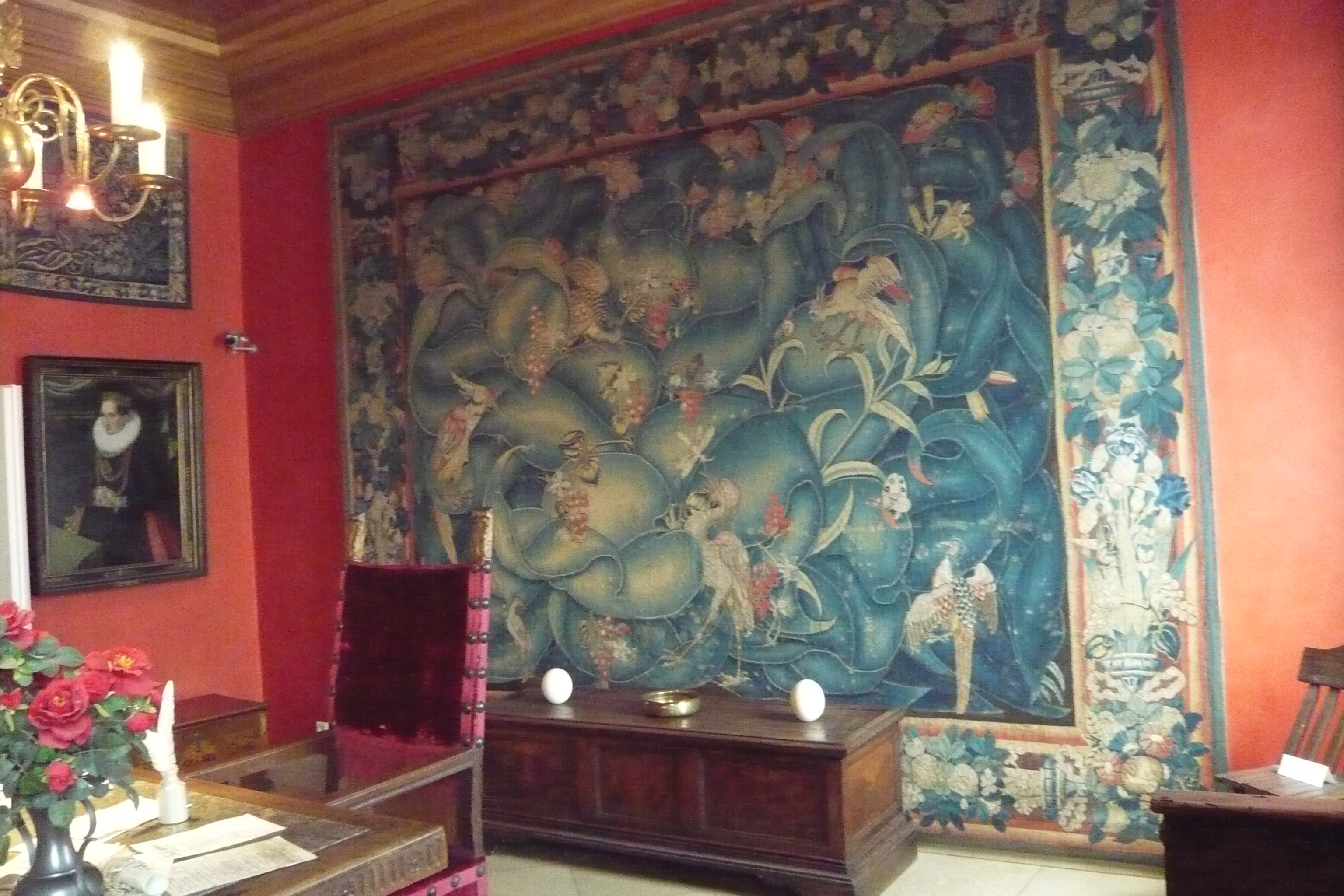
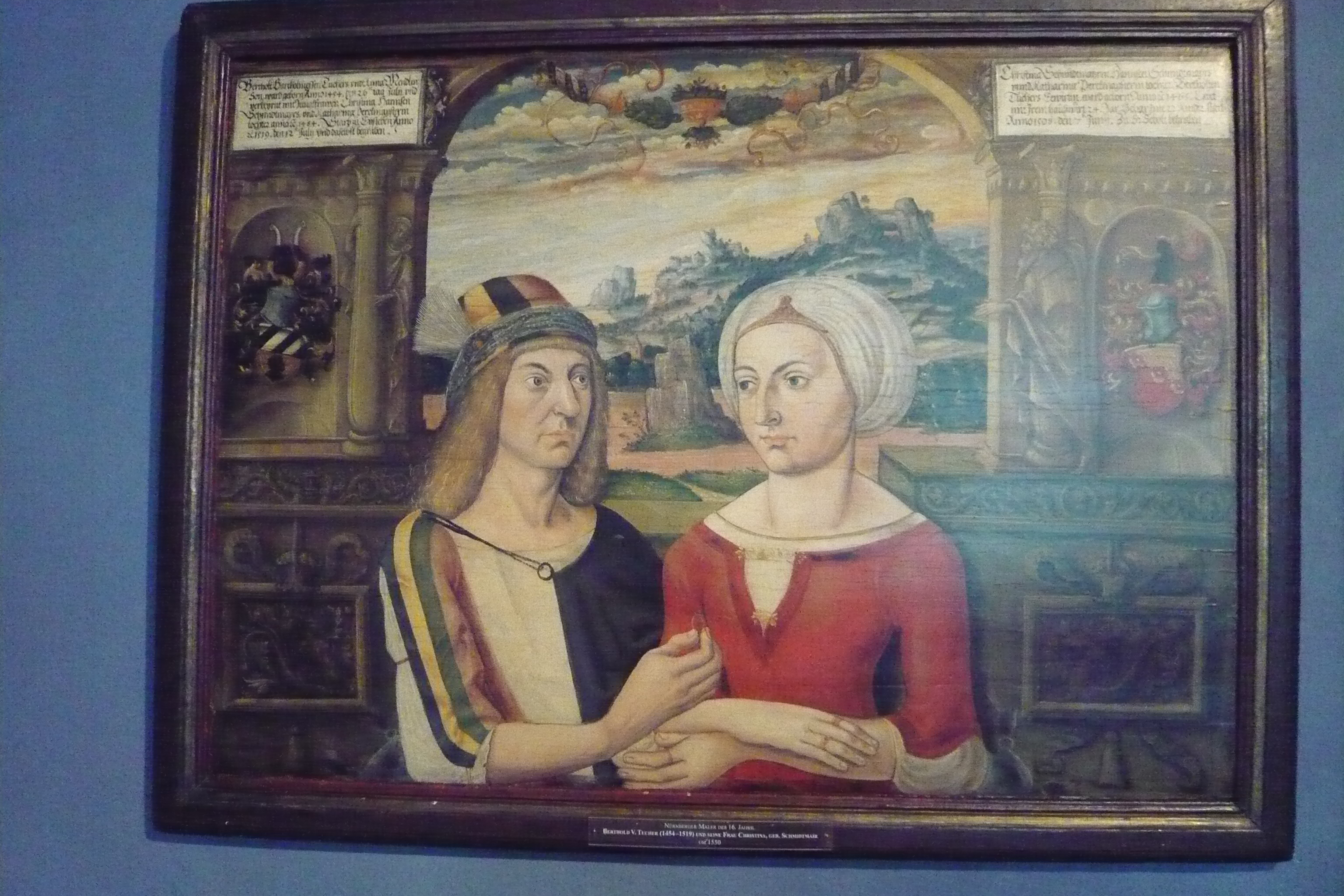
Berthold V. Tucher (1454–1519) und Christine Schmidtmair (um 1550)
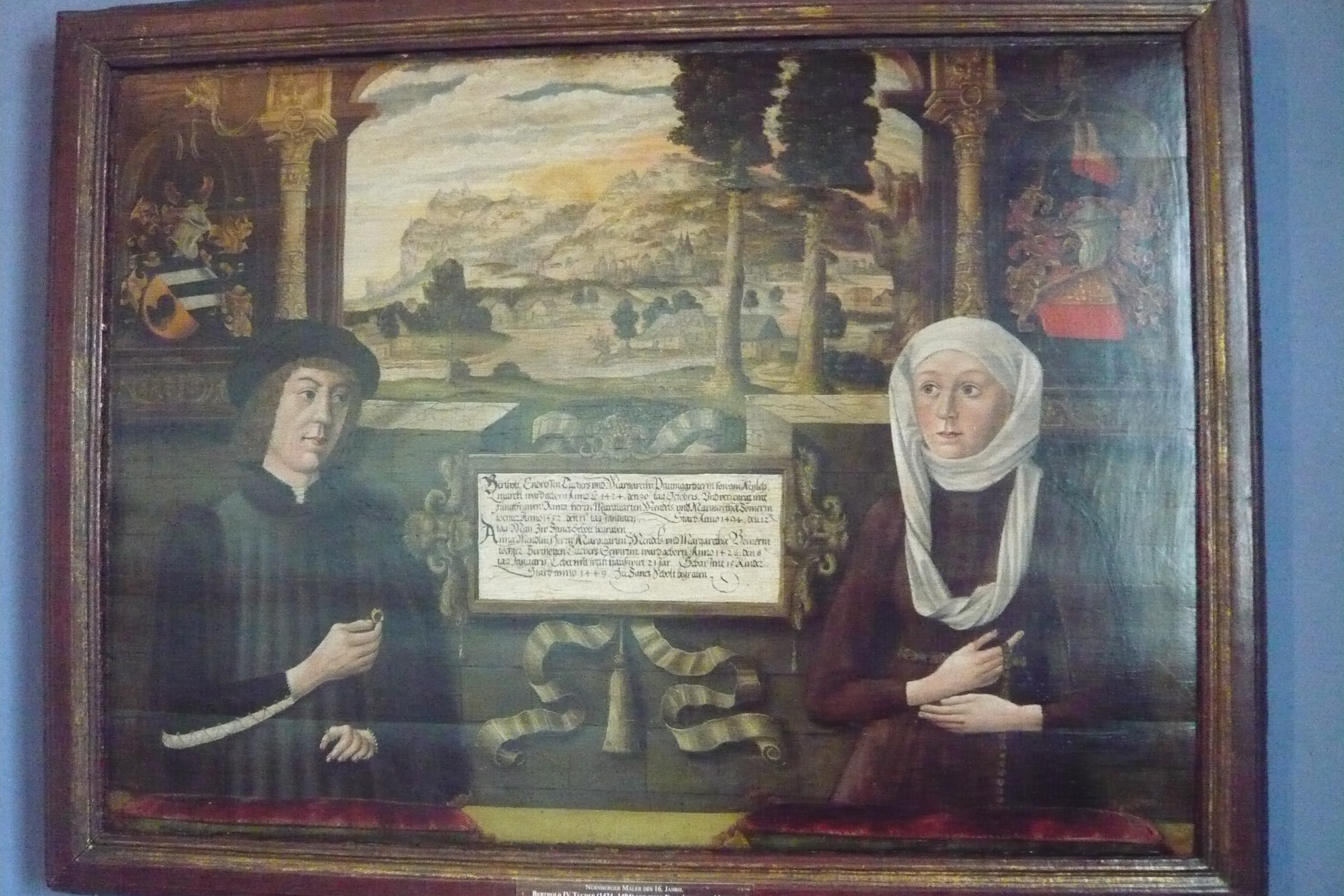
Berthold Tucher († 1494) und Anna Mendel
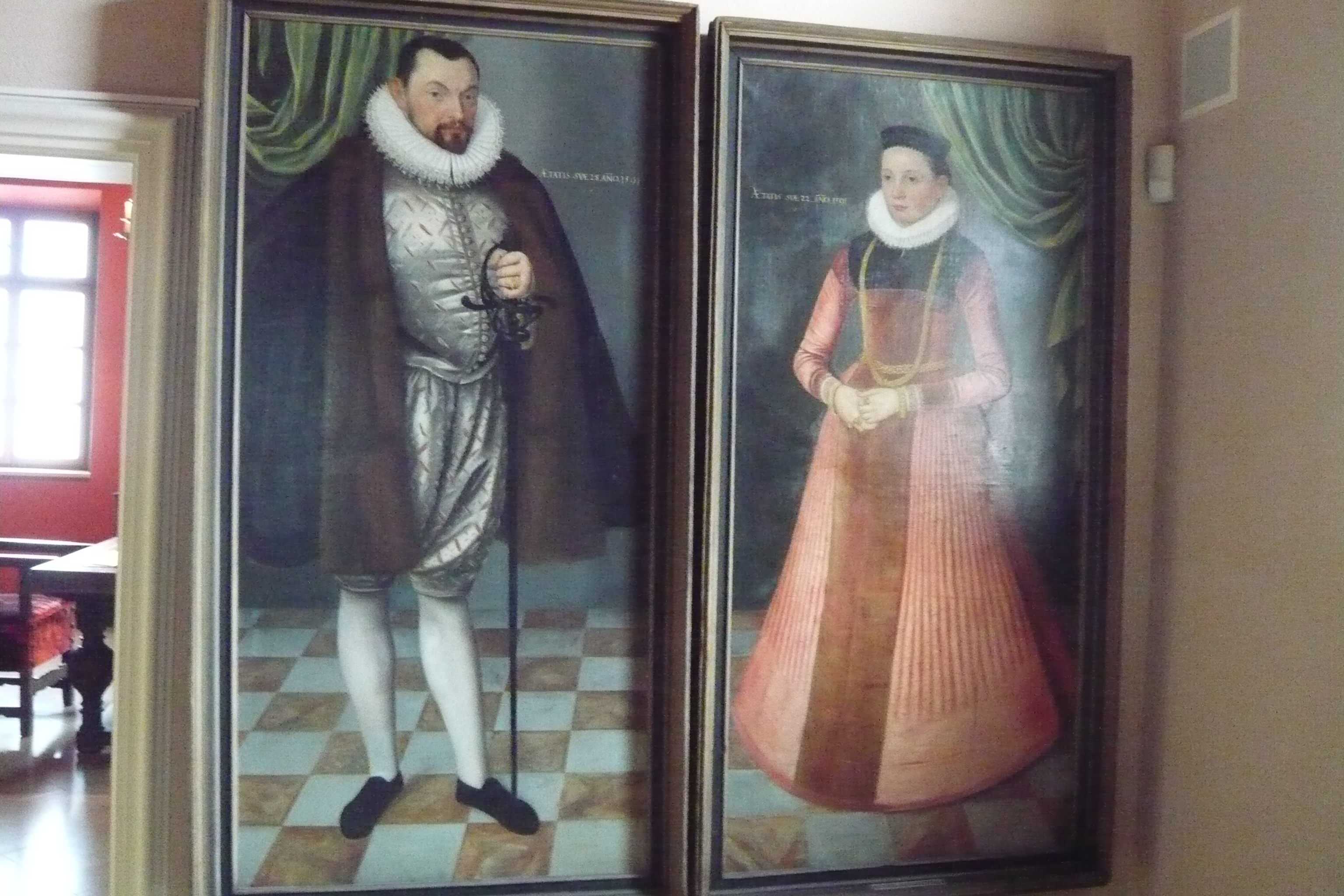
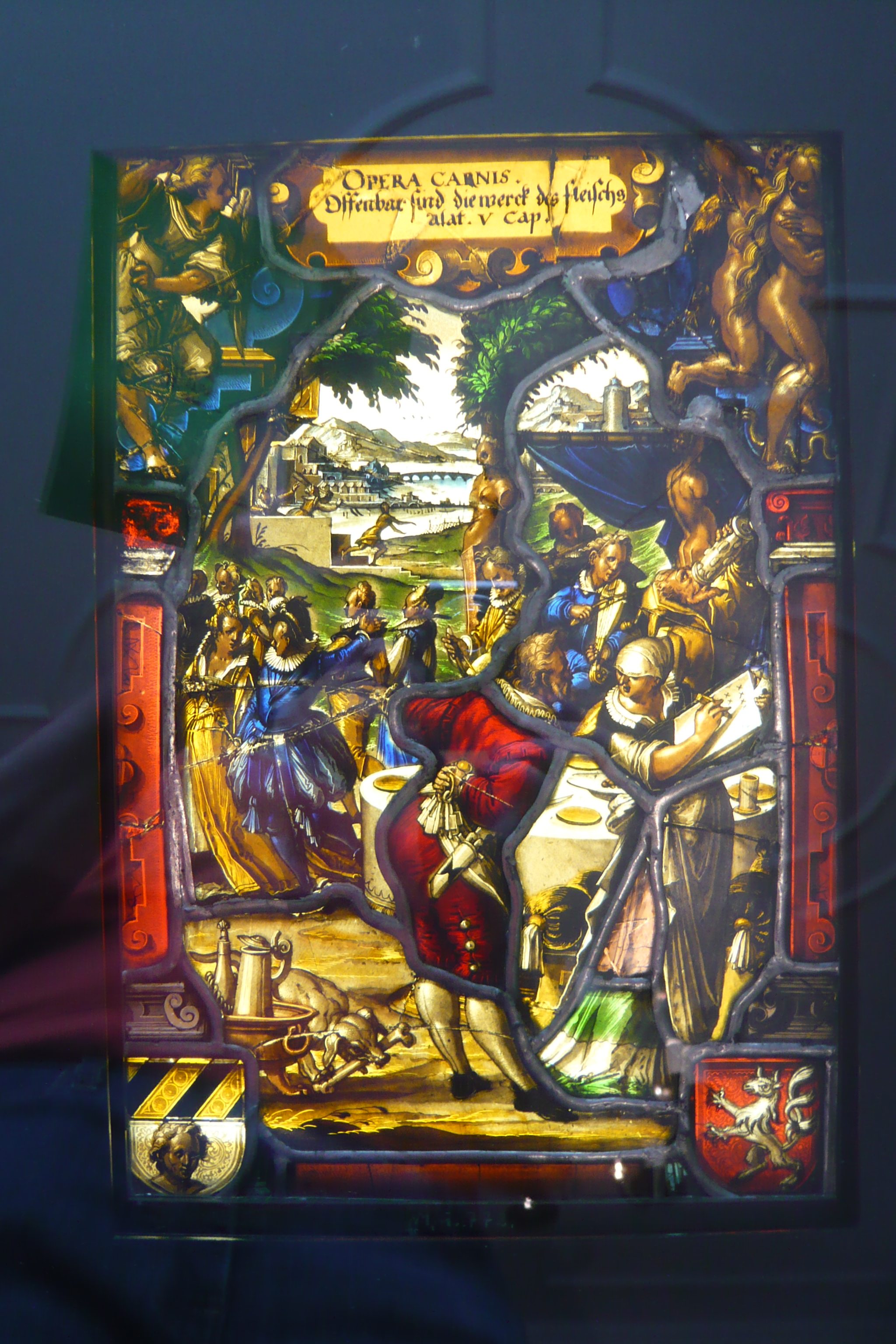
Glasscheibe von Christoph Murer (1610)
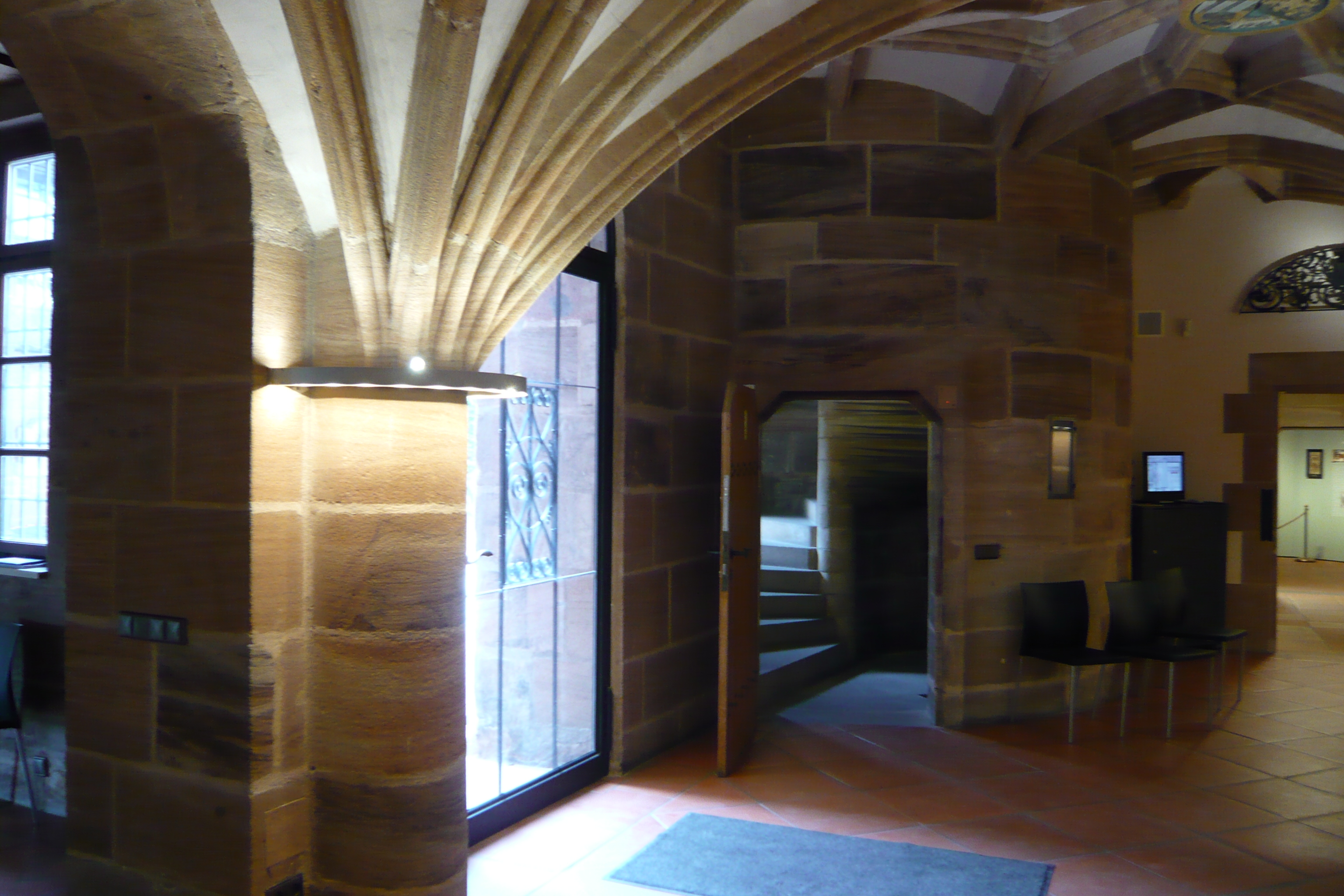